# Ornithopus pinnatus
Ornithopus pinnatus, jednogodišnja raslinja iz roda ptičja noga, porodica mahunarki. Raširena je od zapadne Europe do Mediterana, uključujući i Hrvatsku, a uvezena je i u Australiju i Sjevernu i južnu Ameriku.